# Sommer i Palma
"Sommer i Palma" hette låten som var Norges bidrag till Eurovision Song Contest 1961, och sjöngs på norska av Nora Brockstedt.
Sångtexten beskriver en romans i Palma de Mallorca, där jag-personen inte förstår spanska och franska som du-personen talar, och hon sjunger att hon dock förstår blickarna.
Låten startade som nummer 12 ut den kvällen, efter Belgiens Bob Benny med "September, gouden roos" och före Danmarks Dario Campeotto med "Angelique". Vid slutet av omröstningen hade låten fått 10 poäng, och slutade på sjunde plats av 16 bidrag.
Det svenska bandet Trio me' Bumba spelade in en instrumentalversion under titeln "Sommar i Palma". Den utgavs på singeln Polydor NH 10942 i 1963.